# World Rugby Pacific Four Series
World Rugby Pacific Four Series o, più informalmente, Pacific Four Series, è un torneo internazionale di rugby a 15 femminile organizzato da World Rugby che si tiene a cadenza annuale tra le squadre nazionali di Australia, Canada, Nuova Zelanda e Stati Uniti.
Nato nel 2021, iniziò come torneo bilaterale tra le due squadre nordamericane a causa della pandemia di COVID-19, ma già nella seconda edizione del 2022 vide l'ingresso delle due oceaniane.
Al 2024 sono state disputate quattro edizioni, con due vittorie ciascuno di Nuova Zelanda e Canada, quest'ultima più recente vincitrice.
Mentre le prime due stagioni hanno avuto un Paese ospite (gli Stati Uniti e, a seguire, la Nuova Zelanda), dalla terza il torneo è itinerante; a parte le citate, altre sedi in cui il torneo si è tenuto sono Spagna, Australia e Canada.

## Storia
Pacific Four Series fu lanciato nel 2021 come torneo di qualificazione transcontinentale all'istituendo WXV, nel quadro di uniformazione della piattaforma internazionale comune sulla quale le nazionali femminili potessero avere un confronto periodico; essendo già presenti altri tornei continentali tranne che nelle Americhe (in Oceania le nazionali maggiori di Australia e Nuova Zelanda non partecipano al proprio campionato regionale), fu deciso di tenerlo tra Canada e Stati Uniti e le due nazionali australasiane.
A causa delle restrizioni ai trasferimenti dovuti alla pandemia di COVID-19, tuttavia, fu deciso di varare la prima edizione di torneo solamente con la partecipazione di Canada e Stati Uniti, fermo restando la partecipazione di tutte e quattro una volta a regime.
Nel frattempo World Rugby aveva deciso di posticipare anche l'avvio di WXV, non essendo possibile tenerlo nel 2021; fu deciso di metterlo in calendario per il 2023, un anno dopo la Coppa del Mondo 2021 in Nuova Zelanda, anch'essa posticipata di 12 mesi.
La prima edizione che si tenne a Glendale, in Colorado, vide le canadesi vincere il doppio confronto con le padrone di casa e aggiudicarsi il trofeo.
La seconda stagione, a ranghi completi, si tenne in Nuova Zelanda a giugno 2022, e fu vinta dalle Black Ferns.
L'edizione 2023 fu la prima a fungere anche da qualificazione per il WXV; World Rugby distribuì su tre mesi i sei incontri della competizione, con avvio a Madrid, in Spagna, a seguire in Australia e gli ultimi due turni a luglio in Canada; il torneo fu vinto dalla Nuova Zelanda.
Nella stagione successiva, il torneo servì anche da qualificazione - diretta e indiretta - alla Coppa del Mondo 2025: alla squadra vincitrice, o in alternativa a quella meglio classificata tra le non ammesse direttamente alla competizione, era riservato l'accesso diretto al mondiale inglese.
Avendo il Canada, vincitore del Pacific Four 2024, già guadagnato la qualificazione insieme alla Nuova Zelanda campione mondiale in carica, a conquistare il posto diretto furono gli Stati Uniti terzi; le tre citate si qualificarono anche per il WXV 1 2024 mentre l'Australia, giunta ultima, fu assegnata al WXV 2, divisioni di torneo che assegnavano ulteriori sei posti al mondiale.

## Albo d'oro
| Edizione | Edizione | Vincitore     |
| -------- | -------- | ------------- |
| 1        | 2021     | Canada        |
| 2        | 2022     | Nuova Zelanda |
| 3        | 2023     | Nuova Zelanda |
| 4        | 2024     | Canada        |
| 5        | 2025     |               |